# Tardinghen
Tardinghen [taʁdɛ̃ɡɑ̃] est une commune française située dans le département du Pas-de-Calais en région Hauts-de-France, entre les deux caps Gris-Nez et Blanc-Nez, faisant ainsi partie des huit communes formant le grand site des Deux Caps, labellisé « Grand site de France » depuis 2011.
Le territoire de la commune est situé dans le parc naturel régional des Caps et Marais d'Opale.
La commune fait partie de la communauté de communes de la Terre des Deux Caps qui regroupe 21 communes et compte 22 332 habitants en 2021 et avec ses 150 habitants au dernier recensement de 2022, la plus petite commune de la communauté de communes.

## Géographie

### Localisation
Tardinghen se situe entre Calaisis et Boulonnais, à l'extrême nord-ouest de la France et à 15 km au nord de la commune de Boulogne-sur-Mer (chef-lieu d'arrondissement). Sur 1,5 km de rivage, la commune s'ouvre sur la baie de Wissant d'une dizaine de kilomètres de longueur, entre le cap Gris-Nez (à 3,2 km à l’ouest à Audinghen) et le cap Blanc-Nez (à 8,1 km à l’est à Escalles). Depuis le village, les falaises du cap Blanc Nez et celles de la côte anglaise sont visibles.
Le territoire de la commune est limitrophe de ceux de quatre communes.
Les communes limitrophes sont Audembert, Audinghen, Bazinghen et Wissant.

### Géologie et relief
La superficie de la commune est de 8,72 km2 ; l'altitude varie entre 1  à   96 mètres.
Les falaises du paysage actuel sont issues de matériaux sédimentaires mis en place durant l'ère secondaire.
Il y a quelque 160 millions d'années, le Pas-de-Calais correspond alors à une mer calme et peu profonde : lieu de dépôts de sédiments (argiles, calcaires, sables qui donnent les grès et argiles actuels) qui constituent le matériau du cap Gris Nez. Vers 145-100 millions d'années, le Boulonnais est une vaste plaine couverte de forêts de gymnospermes et de fougères parcourues par des dinosaures comme l'Iguanodon de Bernissart. Vers 100-66 millions d'années (Crétacé supérieur), lors d'une remontée du niveau de la mer, des micro-algues (coccolithes, squelette calcaire) se déposent et constituent la craie affleurant au cap Blanc Nez (cf. la mer de la Craie au climat chaud et humide des périodes du Cénomanien et du Turonien). La mer se retire à nouveau. Des dépôts continentaux détritiques (d'érosion) se mettent en place. Les paysages correspondent alors à une plaine deltaïque avec une mer peu profonde et le climat est encore tropical.
Des mouvements tectoniques font affleurer ces roches et l'érosion se met à l'œuvre pour façonner les falaises (géomorphologie). Du point de vue géodynamique, Tardinghen se trouve dans un secteur à la limite entre une région subsidente - la plaine maritime flamande - et une région de soulèvement – le Boulonnais – où affleurent les dépôts du Jurassique. La commune est environ à la jonction du bassin Weald-Boulonnais (cf. la boutonnière du Boulonnais des géographes) et du bassin houiller du Kent.
Au nord de la côte d'Opale, le littoral de Tardinghen s’ouvre sur le pas de Calais qui relie deux mers épicontinentales : la mer du Nord et la Manche. Le détroit s’est refermé il y a 1,4 million d’années pour se rouvrir au Pléistocène moyen,.
La baie de Wissant est formée par les dépôts récents, d'âge Holocène, dans un contexte d'érosion et d'accumulation littorale. Quatre unités géomorphologiques se dessinent : l'estran, le cordon dunaire, le marais tourbeux actuel et l'ancienne falaise marine (falaise morte). Tardinghen fait partie d'une plaine maritime.

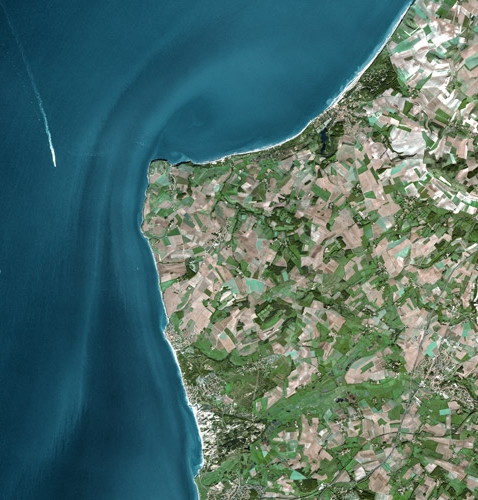
Le cap Blanc-Nez, la Manche et les marais vus de la route du Châtelet.
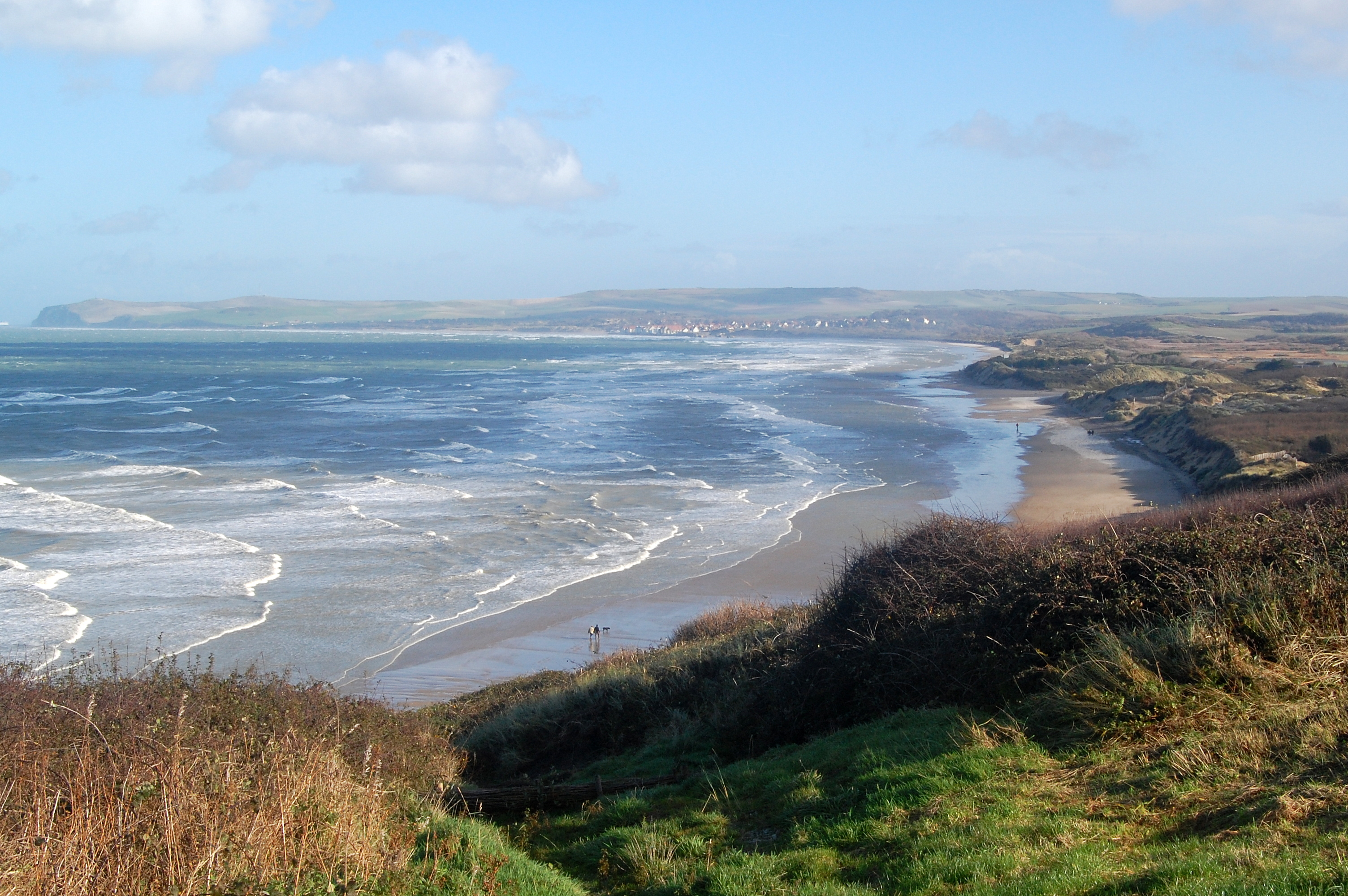
Littoral de la commune de Tardinghen, entre les deux caps du Pas-de-Calais.
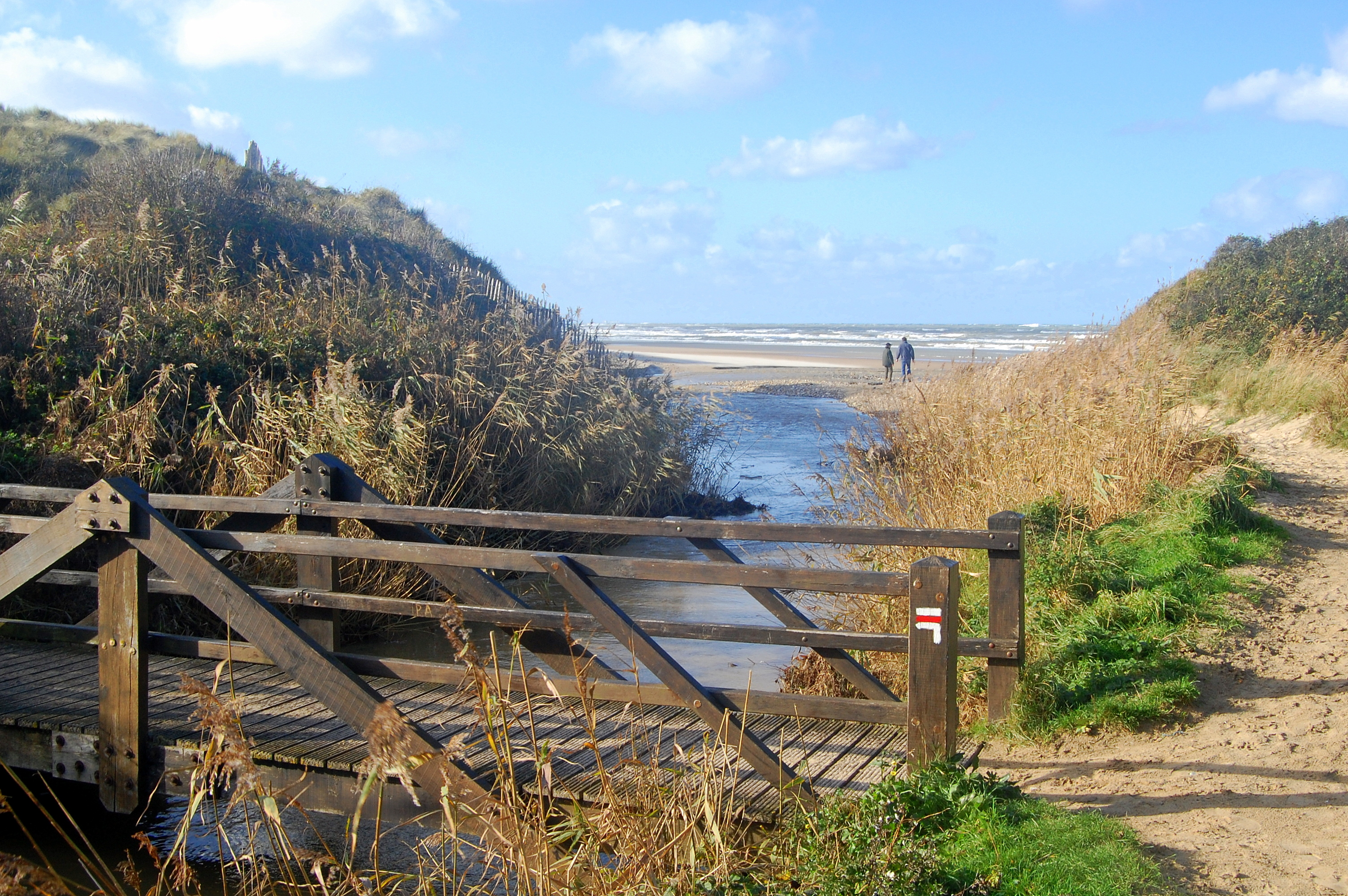
Embouchure du ruisseau du hameau du Châtelet, plage de Tardinghen.
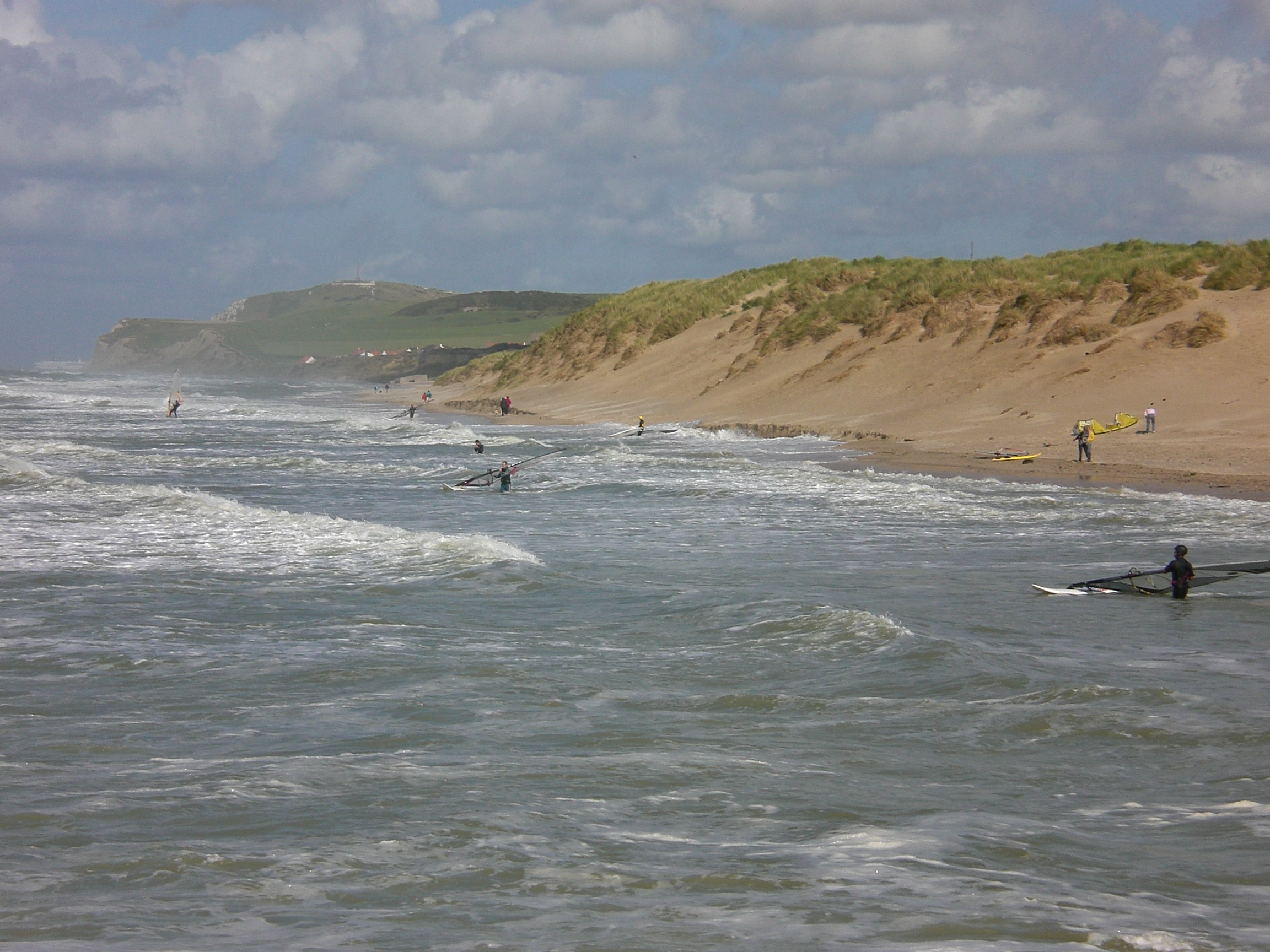
La dune blanche bordière et le cap Blanc-Nez (terrain d'activité des surfeurs, kitesurfeurs et véliplanchistes).
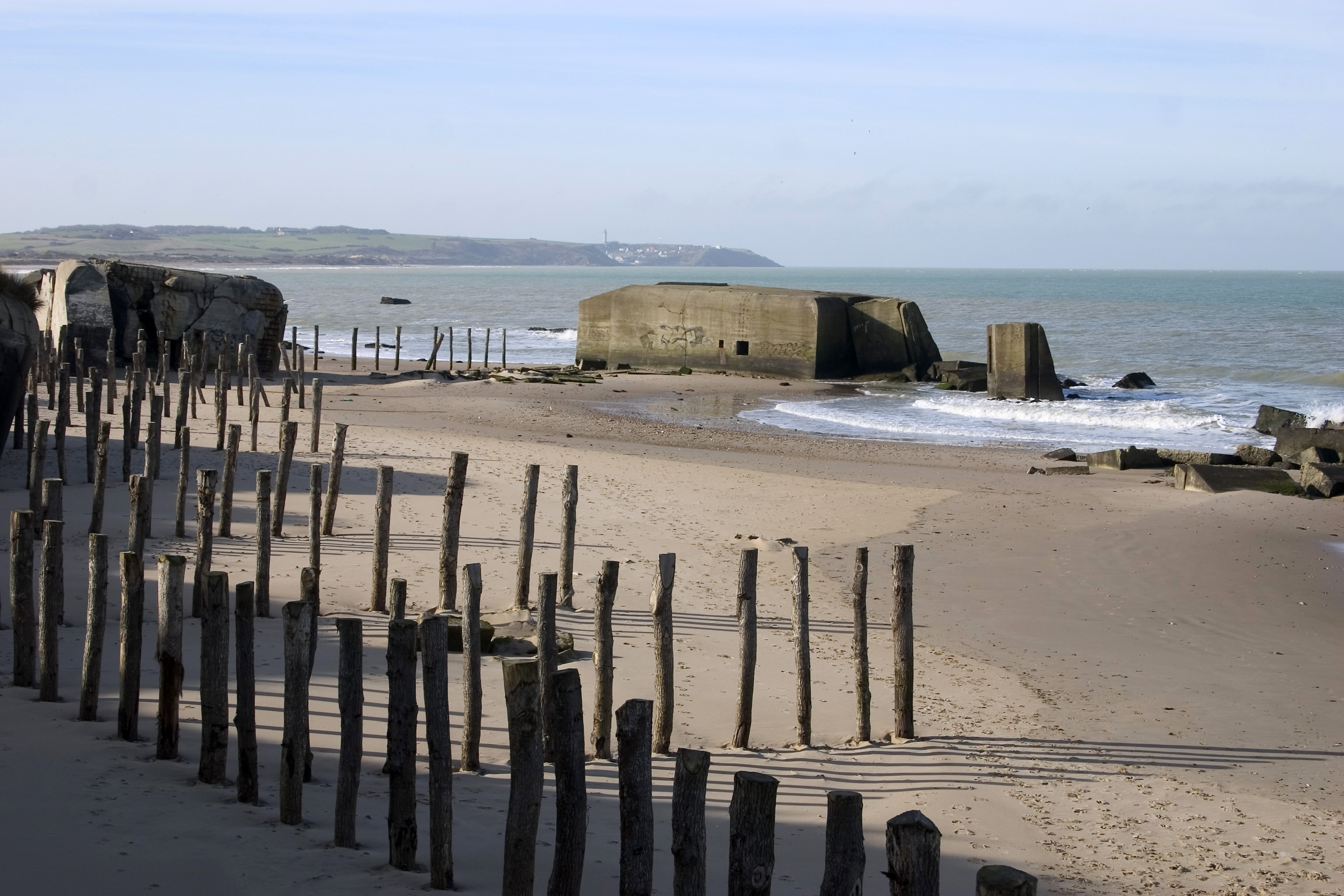
Blockhaus sur l'estran : recul du trait de côte.

#### Géomorphologie
La baie de Wissant est bornée par deux ensembles de falaises crayeuses :
- le cap Gris Nez du Boulonnais, point du littoral français le plus proche de l'Angleterre,
- le cap Blanc Nez du Calaisis, la plus grande des deux falaises.

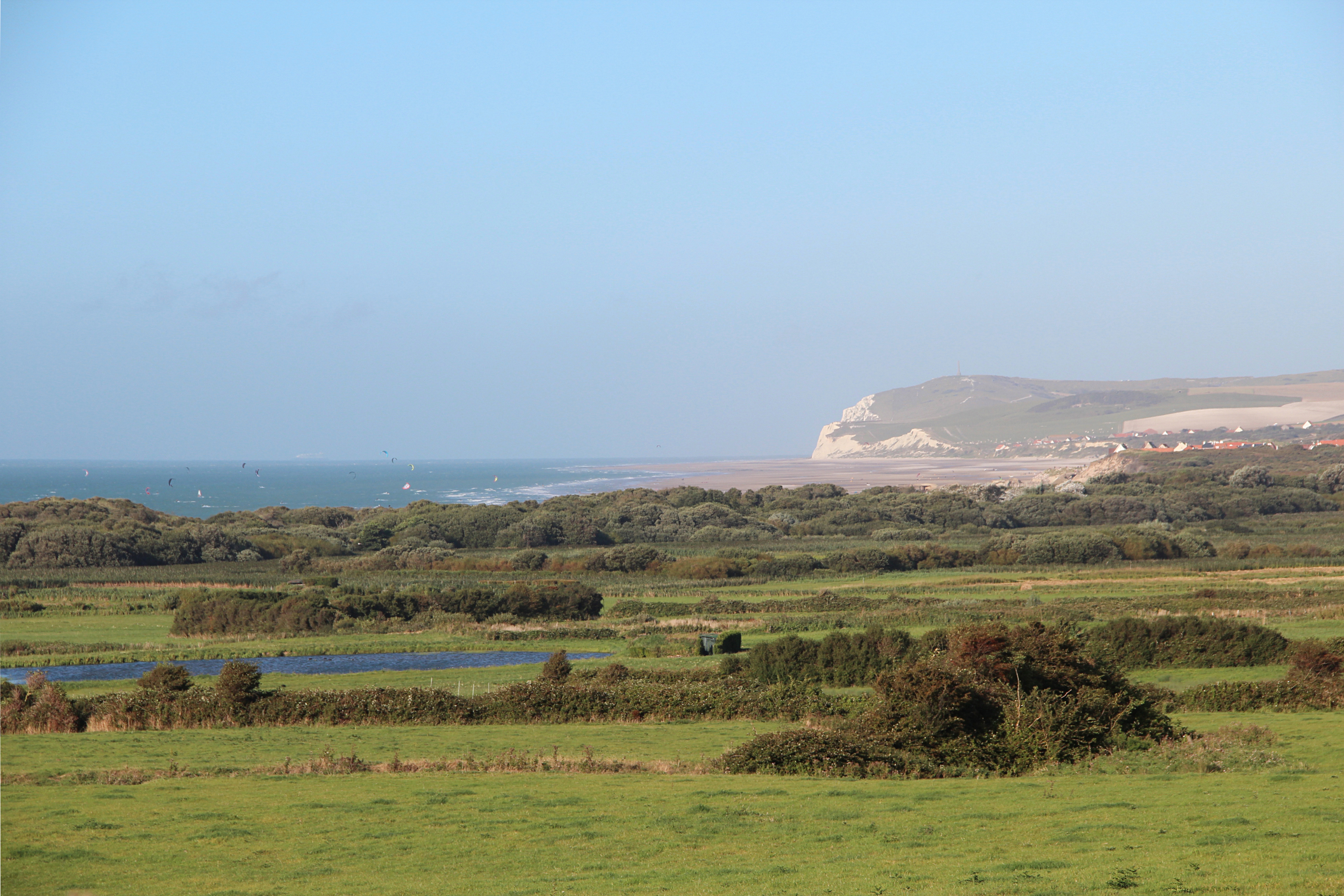
Le cap Blanc-Nez, la baie de Wissant et les marais.

Le littoral de la baie de Wissant présente un large estran sableux bordé par un étroit cordon dunaire (250-300 m de large) découpé en plusieurs massifs : les dunes de la Baraque Fricot, du Châtelet et d’Aval.

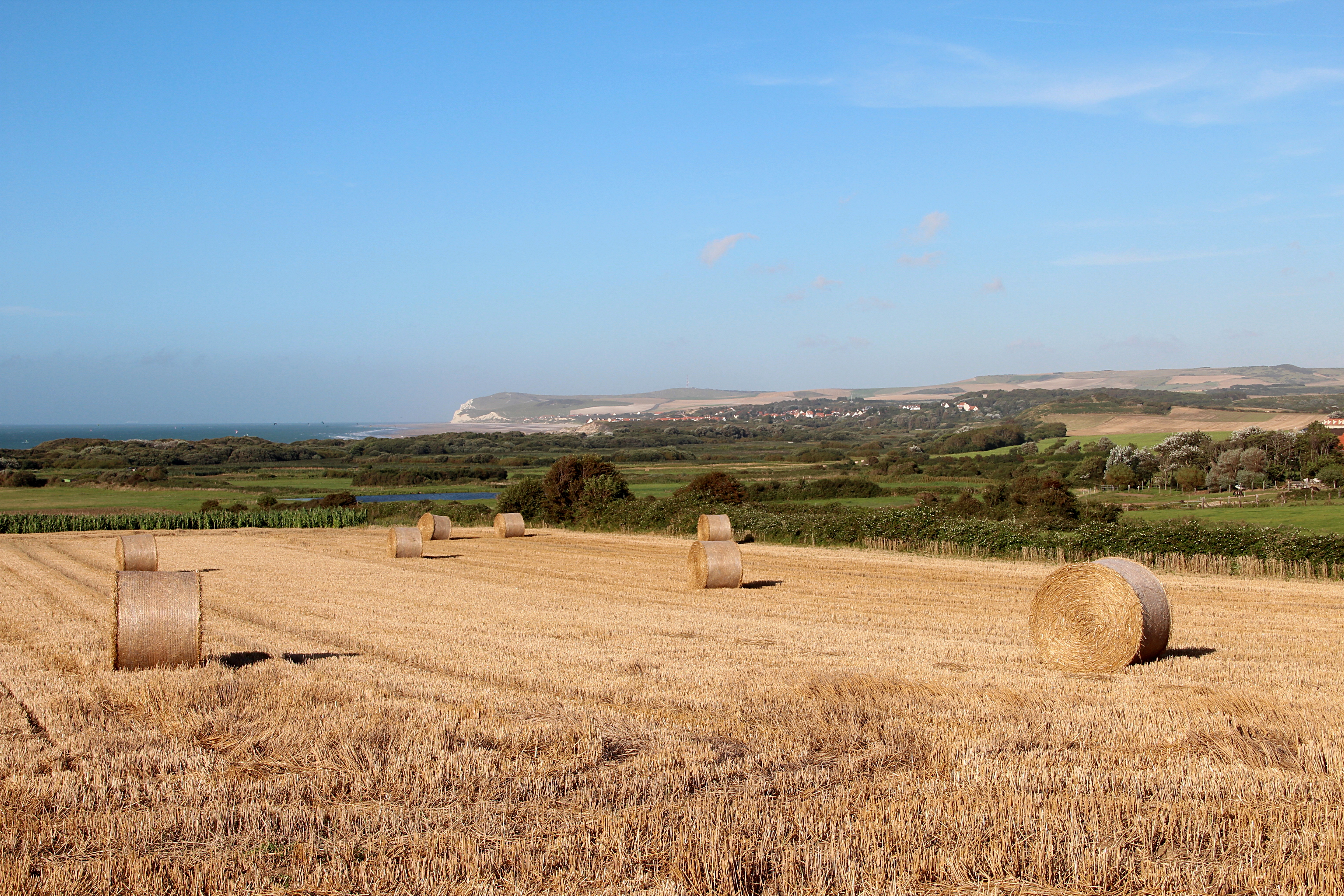
Le cap Blanc-Nez, la baie de Wissant et les marais vus de la route du Châtelet.

Le trait de la côte de la baie de Wissant a connu une forte érosion pendant la deuxième partie du XXe siècle, les rythmes de recul ont été de l’ordre de 4 à 5 m/an dans la partie centrale (sauf à l’est du village de Wissant, où le rivage progresse vers le large). L’évolution du rivage est liée aux variations morphologiques de l’avant-côte et en particulier aux pertes de sédiments (plus de 100 000 m3/an). Depuis 1911, le bilan sédimentaire de la baie de Wissant est fortement négatif. Les zones de forte érosion de la zone pré-littorale proche et celles d’un important recul du trait de côte, comme la dune du Châtelet et la dune d’Aval, correspondent. Cette érosion littorale depuis la fin du XXe siècle tient à des variations du régime des tempêtes et sans doute, à des facteurs anthropiques accentuant le déficit sédimentaire de la baie.
Si l'essentiel du canton de Marquise est compris dans le bassin versant de la Slack (petit cours d'eau qui se jette dans la Manche), les trois communes d'Audinghen, Tardighen et Wissant sont drainées par de très petits bassins côtiers qui s'ouvrent sur la mer du Nord. Le ruisseau du Châtelet donne la limite entre les communes d'Audinghen et de Tardinghen et se prolonge par le ruisseau des Anguilles dans le marais de Tardinghen. Ce ruisseau a connu des phases d'abandon et d'aménagements durant la Seconde Guerre mondiale qui ont eu des incidences sur les niveaux d'eau du marais. La limite entre Wissant et Tardinghen est constituée par le ruisseau du Phare.

#### L'estran et le cordon dunaire
L’estran, large d’environ 800 m à marée basse de vive-eau, est soumis à un régime de type macrotidal, le marnage moyen à Wissant étant de 5,84 m et de 8,15 m en vive-eau.
La ligne de rivage a reculé d'environ trois cents mètres depuis 1945. Le cordon dunaire protégeant le marais arrière littoral d'une invasion marine est susceptible de se rompre lors d'une forte tempête (en période d'équinoxe par exemple) et la probabilité de cet événement augmente avec la remontée du niveau marin et les modifications climatiques actuelles. Le cordon dunaire littoral protecteur, constitué au XIVe siècle, devrait disparaître au cours du XXIe siècle.
Les traces du recul sont nettement visibles dans le paysage dunaire. Les fourrés d’argousiers qui constituent habituellement une végétation d’arrière dune (dune grise) se trouvent en position littorale. De profondes brèches (sifflevent) entaillent les dunes et des falaises dunaires de plus de deux mètres de hauteur et témoignent également de l’érosion. Enfin, plusieurs blockhaus de la Seconde Guerre mondiale, auparavant dans les dunes, se retrouvent basculés sur la plage. À l'instar d'autres sites de la Manche et de la mer du Nord, des bancs de tourbes holocènes affleurent sur de larges surfaces lors des fortes marées rappelant d'anciennes positions du rivage et d’un abaissement de l’estran.

#### Le marais arrière littoral

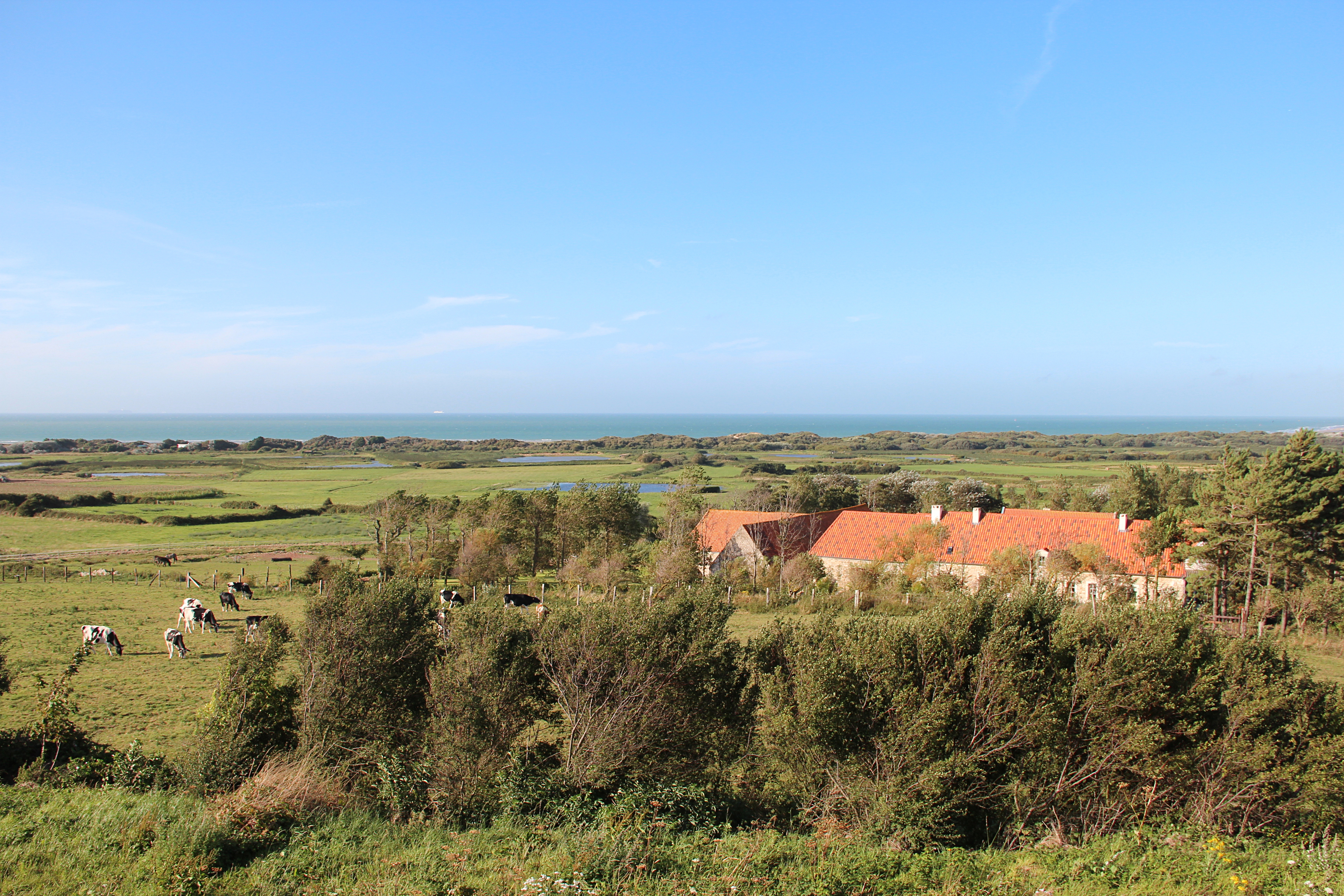
La baie de Wissant, les marais et la Ferme de la Source.

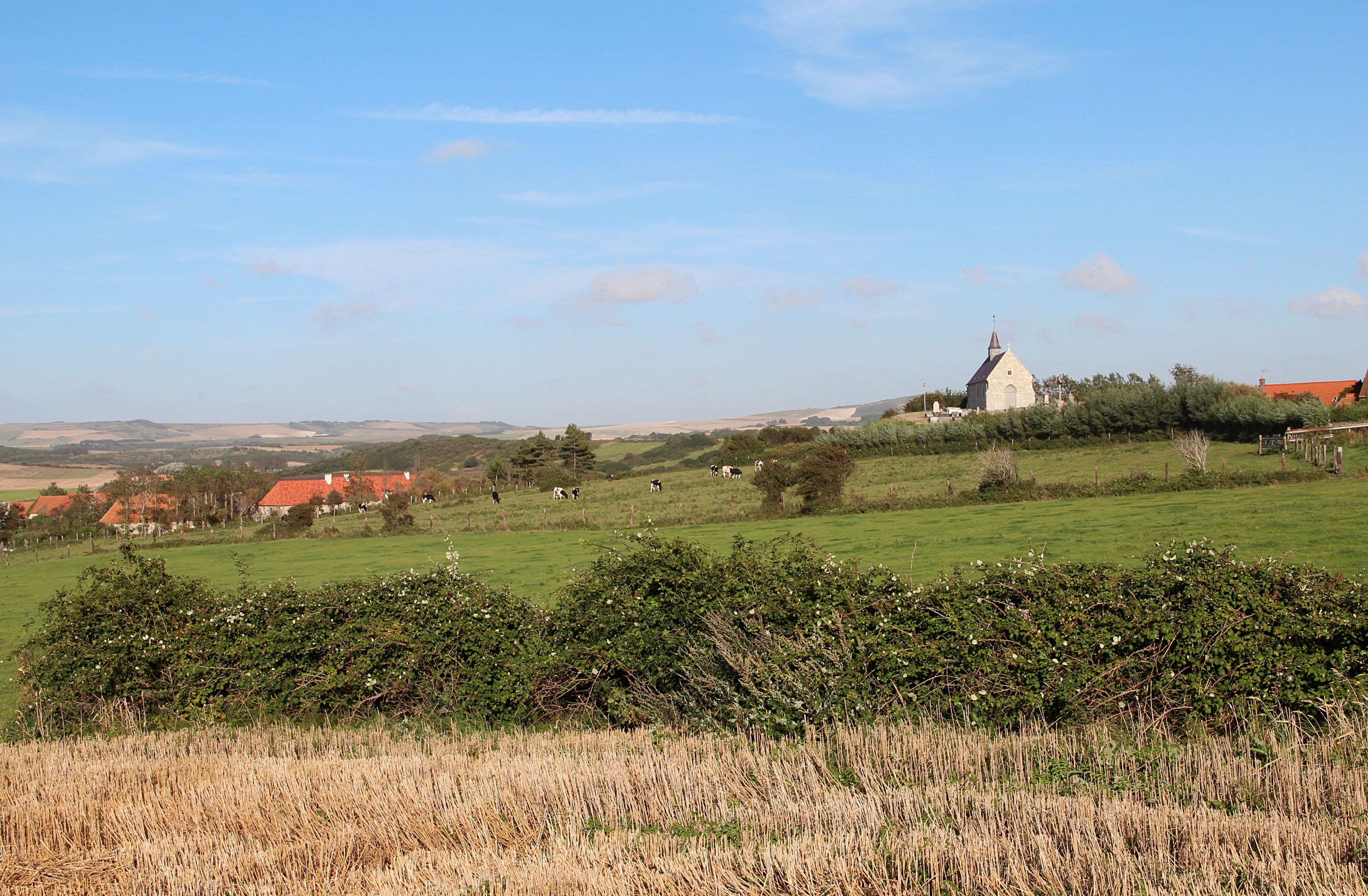
Paysage vu de la route du Châtelet.

Le marais actuel est protégé par le cordon dunaire de l'invasion marine. Il est constitué principalement par une roselière gérée pour la biodiversité régionale et des pâtures.
Une succession de marais arrière-littoraux a existé sur ce littoral au cours de l'Holocène. En effet, durant tout l’Holocène, ces milieux sont soumis aux modifications climatiques, inscrites dans le tracé du littoral, l’organisation fluviale, la modification du drainage avec apparition de tourbe ou au contraire d’épisodes érosifs. Les tourbes d’âge atlantique actuellement sur l’estran (Tardinghen, la Pointe-aux-Oies, ou encore vers Cucq-Balançon, etc.) sont des reliques d’anciens marais arrière-littoraux de l’optimum climatique de l'Holocène et tributaires des variations de niveaux marins. Les anciennes forêts marécageuses, chênaies-aulnaies, ont disparu sous la progression des champs de dunes (il y a quelque 5 500 à 3 500 ans) et les invasions de la mer.
Dans la plaine maritime, les horizons humiques et les tourbes enregistrent la diminution des taux de pollen d'arbres (il y a 7 000 à 2 000 ans) avec la progression du rivage vers le sud. Les marais en arrière des cordons dunaires actuels sont d’origine essentiellement climatique et au XXe siècle de maintien souvent anthropique.

#### Les falaises
La falaise morte de Tardinghen correspond à une ancienne ligne de rivage.
La butte de Tardinghen domine un marais arrière littoral entre les caps Gris Nez et Blanc Nez.

### Hydrographie
Le territoire de la commune est situé dans le bassin Artois-Picardie.
Le territoire communal est drainé par deux cours d'eau :
- le ruisseau de Bazinghen, d'une longueur de 7,96 km, qui prend sa source dans la commune et se jette dans la Fausse rivière au niveau de la commune de Marquise[11].

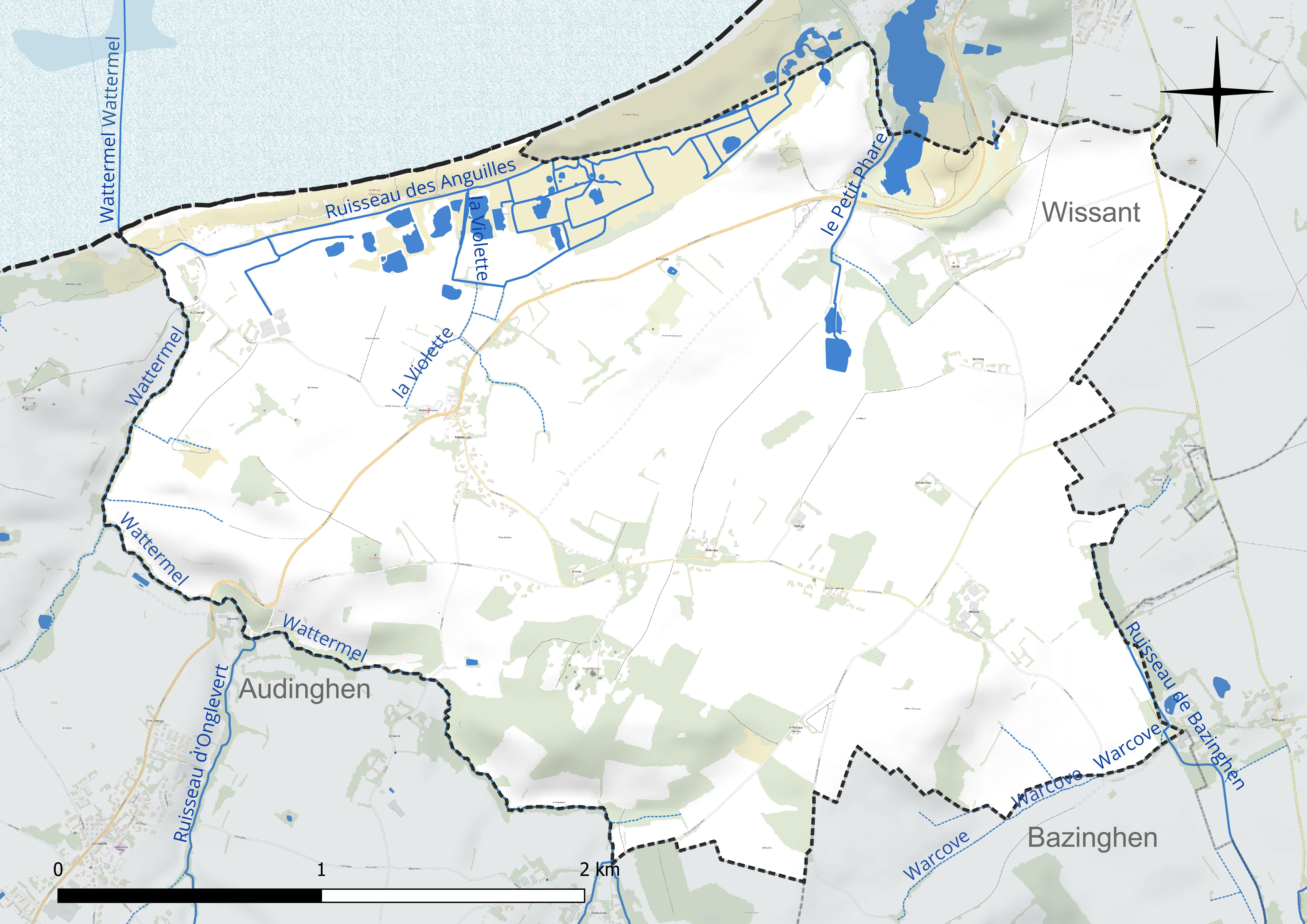
Réseau hydrographique de Tardinghen.

- le Warcove, d'une longueur de 1,26 km[12] ;

### Climat
Pour des articles plus généraux, voir Climat des Hauts-de-France et Climat du Pas-de-Calais.
En 2010, le climat de la commune est de type climat océanique franc, selon une étude du CNRS s'appuyant sur une série de données couvrant la période 1971-2000. En 2020, Météo-France publie une typologie des climats de la France métropolitaine dans laquelle la commune est exposée à un climat océanique et est dans la région climatique Côtes de la Manche orientale, caractérisée par un faible ensoleillement (1 550 h/an) ; forte humidité de l’air (plus de 20 h/jour avec humidité relative > 80 % en hiver), vents forts fréquents.
Pour la période 1971-2000, la température annuelle moyenne est de 10,5 °C, avec une amplitude thermique annuelle de 12,3 °C. Le cumul annuel moyen de précipitations est de 872 mm, avec 12,7 jours de précipitations en janvier et 8 jours en juillet. Pour la période 1991-2020, la température moyenne annuelle observée sur la station météorologique la plus proche, située sur la commune de Boulogne-sur-Mer à 16 km à vol d'oiseau, est de 11,2 °C et le cumul annuel moyen de précipitations est de 824,5 mm,. Pour l'avenir, les paramètres climatiques de la commune estimés pour 2050 selon différents scénarios d'émission de gaz à effet de serre sont consultables sur un site dédié publié par Météo-France en novembre 2022.

### Paysages
Pour un article plus général, voir Paysage en France.

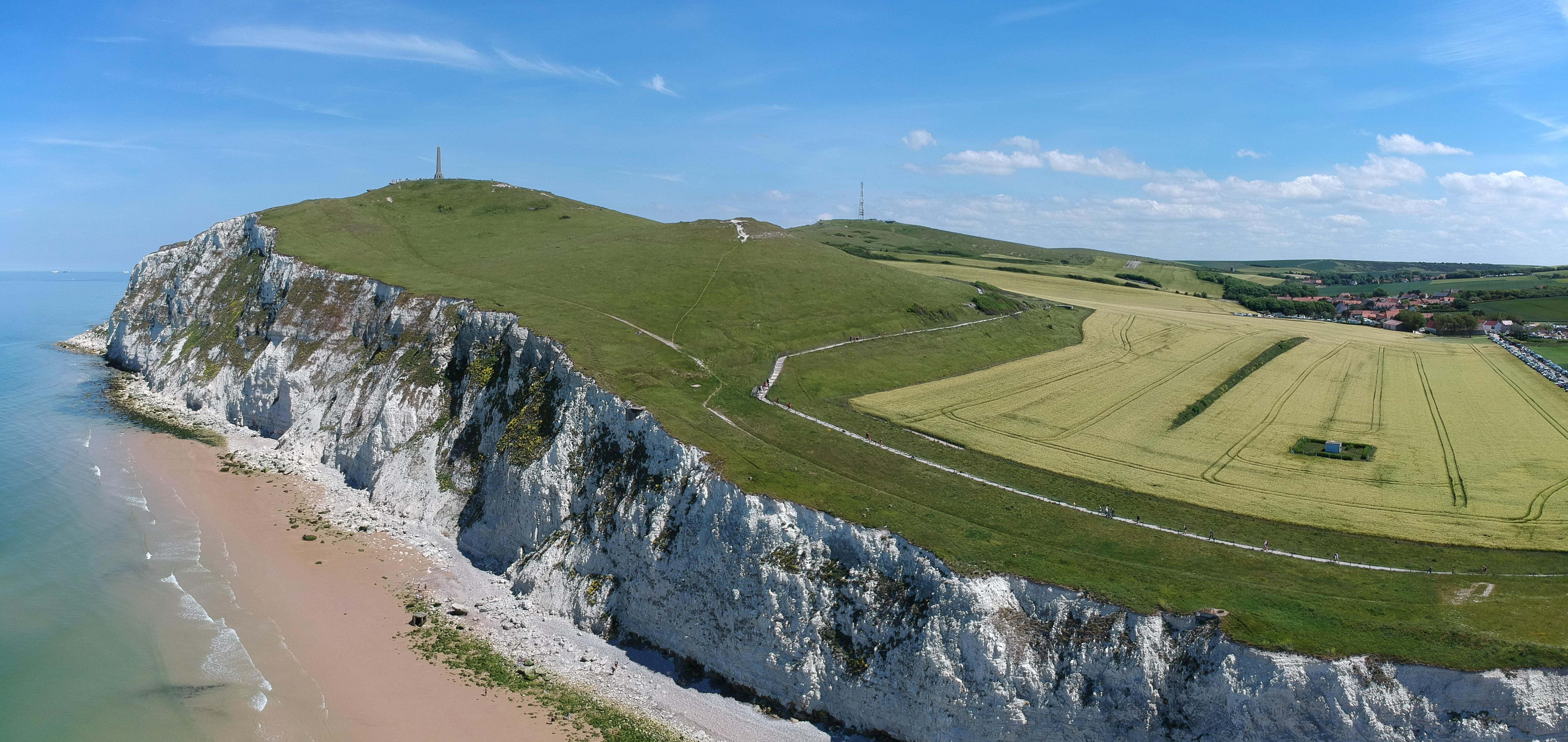
Une vue de ces « paysages des falaises d’Opale » et le cap Blanc-Nez.

La commune s'inscrit dans les « paysages des falaises d’Opale » tels qu’ils sont définis dans l’atlas de paysages de la région Nord-Pas-de-Calais, conçu par la direction régionale de l'Environnement, de l'Aménagement et du Logement (DREAL),.
Ces paysages, qui concernent 30 communes, s’étendent le long de la côte, d’Équihen-Plage  à Sangatte, sur une bande d’environ 50 kilomètres de long et d’un maximum de 5 kilomètres de large, l'autoroute A 16 étant la frontière à l'est. Ils sont constitués, d’une part, par les falaises d’Opale où se trouve le grand site des Deux Caps qui, avec le cap Blanc-Nez, culmine à 150 mètres, ces falaises offrent un belvédère sur le détroit du Pas de Calais  avec la possibilité de voir les côtes d’Angleterre, et d’autre part, vers l’intérieur des terres, avec les paysages littoraux qui jouxtent ceux des coteaux calaisiens et du pays de Licques, d'un paysage alternant collines, vallons et bocages.
L’occupation des sols se répartit en 43 % de cultures pour les paysages arrière-littoraux, 20 % de sols artificialisés, 20 % de prairies et forêts et 10 % de plage.
Les crans constituent une des particularités de ces côtes à falaises. Les crans sont des vallées suspendues qui se sont retrouvées le « nez en l’air », soit du fait de l’affaissement du détroit du Pas de Calais, soit par la baisse du niveau de la mer comme le cran d’Escalles, le cran Mademoiselle, le cran Poulet, le cran Barbier, le cran des Sillers, le cran de Quette et le cran aux Œufs, situés, eux, sur la commune d’Audinghen.
Ces paysages sont traversés par trois fleuves côtiers, la Liane (Boulogne-sur-Mer), le Wimereux (Wimereux) et la Slack (Ambleteuse), et par le sentier de grande randonnée GR 120 ou GR littoral, appelé aussi sentier des douaniers, qui chemine le long de ces paysages et offre un magnifique panorama.

### Milieux naturels et biodiversité

#### Grand site des Deux Caps

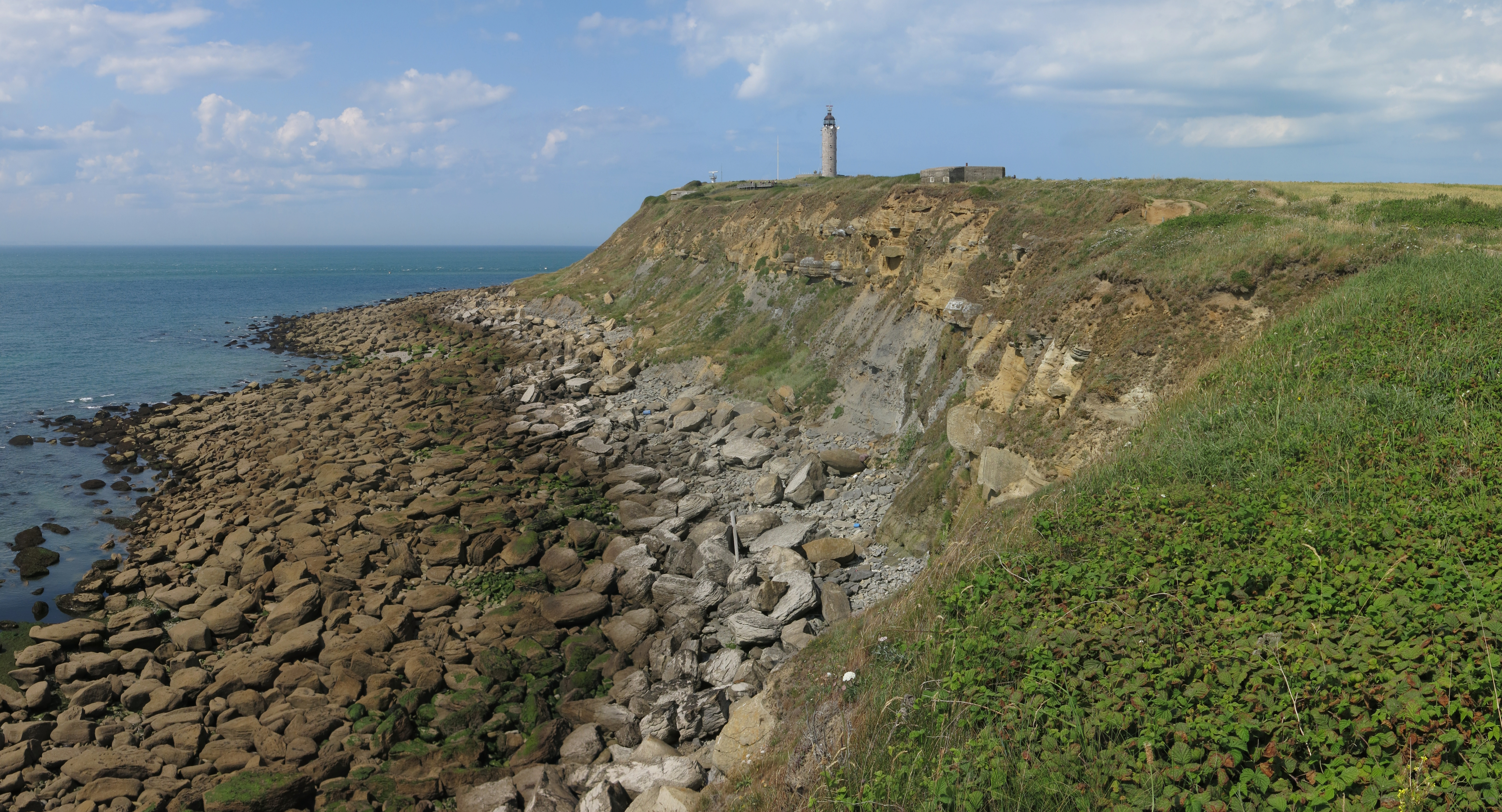
Le cap Gris-Nez.

Les Deux Caps forment un important site naturel touristique du Nord-Pas-de-Calais, labellisé Grand Site de France depuis 2011. La labellisation a été obtenue grâce au travail depuis 1978, des collectivités territoriales et de l’État afin de réhabiliter et préserver le patrimoine, d'accueillir le public (un million de visiteurs par an). Le label du neuvième Grand Site de France (Cf. code de l’environnement, loi Grenelle 2, 2010) a ainsi été attribué au Conseil général du Pas-de-Calais, animant le projet en partenariat avec le parc naturel régional des Caps et Marais d’Opale, le syndicat mixte de gestion des espaces naturels Eden 62 et le Conservatoire du littoral. Huit communes sont concernées.

#### Conservatoires
Les prairies du marais de Tardinghen sont gérées par les agriculteurs, les huttiers s'occupent des mares.
Le marais, en grande partie propriété du Conservatoire du Littoral, bénéficie d'un plan de gestion réalisé par le Syndicat Mixte Eden 62.
La concentration d'une mosaïque d'habitats et de végétations (estran, dunes grises ou blanches, boisements, plan d'eau de la carrière, roselière) est assez remarquable et favorise la biodiversité.
L’avifaune qui survole la commune (et le détroit) est riche en espèces pélagiques (Fou de Bassan, Puffins fuligineux, des Anglais et des Baléares, quatre espèces de labbes en particulier le Labbe à longue queue, plongeons, alcidés, …) et côtières (anatidés, limicoles, laridés et sternidés comme la Mouette de Sabine, le Phalarope à bec large…). Le suivi est concentré sur les oiseaux marins mais celui de la migration terrestre (passereaux, rapaces) depuis le haut de la falaise du Gris Nez est possible (migrateurs longeant la côte ou traversant le détroit). La roselière de Tardinghen constitue un habitat de première importance pour les oiseaux nicheurs ou migrateurs sur le secteur (par exemple pour le Balbuzard pêcheur et le Blongios).
Le marais de Tardinghen sur la trajectoire migratoire, abrite des espèces relativement rares comme le Busard des roseaux et la Panure à moustaches, Fringilles et Etourneaux contribuent à la fixation de rapaces diurnes hivernants. Étendu sur les communes de Tardinghen et de Wissant, le marais arrière-littoral de Tardinghen (64 ha limités par l’isohypse 5 m) est en effet propice aux haltes migratoires et aux hivernages. Bordé au nord par les dunes du Châtelet et d’Aval, au sud-ouest par la falaise morte de la Motte du Bourg et au sud par un ensemble de parcelles agricoles cultivées ou pâturées, le marais drainé par les ruisseaux du Fart et des Anguilles et un système de wateringues associé à quelques mares, offre à l'avifaune une riche mosaïque de milieux. Les marées de vives eaux et d'équinoxe l'inondent périodiquement. Une complémentarité biologique s'instaure également entre le marais et le plan d'eau de la carrière. Canards plongeurs, Plongeons hivernent sur le plan d'eau profond de la carrière. Le Conservatoire de l'espace littoral et des rivages Lacustres possède une quinzaine d’hectares du marais, dans la partie Est (où une roselière à Phragmites australis (env. 6 ha) bordée de baldingères) et 5 ha de prairies humides à proximité du marais. Le reste du site appartient à des propriétaires privés.
Avant la Seconde Guerre mondiale, le pâturage extensif et la fauche en juin étaient les principales vocations du marais. Les roseaux entraient dans la confection les toitures des habitations. Puis, la grande douve du foie, en décimant les troupeaux, a mis fin au pâturage extensif. L’arrêt de l’entretien des wateringues a alors provoqué une fermeture du milieu et une extension de la roselière.
La vocation principale actuelle du site concerne les activités de loisirs (chasse et pêche). Sur la partie Ouest, quelques huttes sont encore utilisées et sur la portion Est, l’accueil du public (sentiers de découvertes et observatoires) est privilégié. Le dérangement de la faune reste faible car la plupart des visiteurs préfère la plage à l’observatoire installé à l’autre extrémité du site. L'acquisition progressive par le Conservatoire du Littoral et des Rivages Lacustres des dunes permet d'enrayer le développement de l’habitat de loisir (caravanes et bungalows). La portion Ouest est gérée par des associations de pêcheurs et de chasseurs, en platières destinées à la chasse de la bécassine.
La partie Est fait l’objet d’un plan de gestion (Eden 62, 1996) ayant pour objectif le maintien de l’eau dans la prairie et la roselière jusqu’au mois de juin - la digue et l’écluse ont été restaurées à cet effet – et, le maintien des habitats d’intérêt patrimonial (prairie humide et roselière) par pâturage extensif (poneys et vaches Highlands) pour conserver des milieux ouverts en faveur d'une diversité alimentaire. La roselière est fauchée et des mesures de gestion destinées à limiter le boisement ont été engagées : saules, aulnes et bouleaux, pionnières hygrophiles, sont gérés pour éviter l'installation de végétations plus pauvres en biodiversité. Le contrôle hydrologique du marais gouverne la stabilité et la diversité des zones humides.

#### Espaces protégés et gérés
La protection réglementaire est le mode d’intervention le plus fort pour préserver des espaces naturels remarquables et leur biodiversité associée.

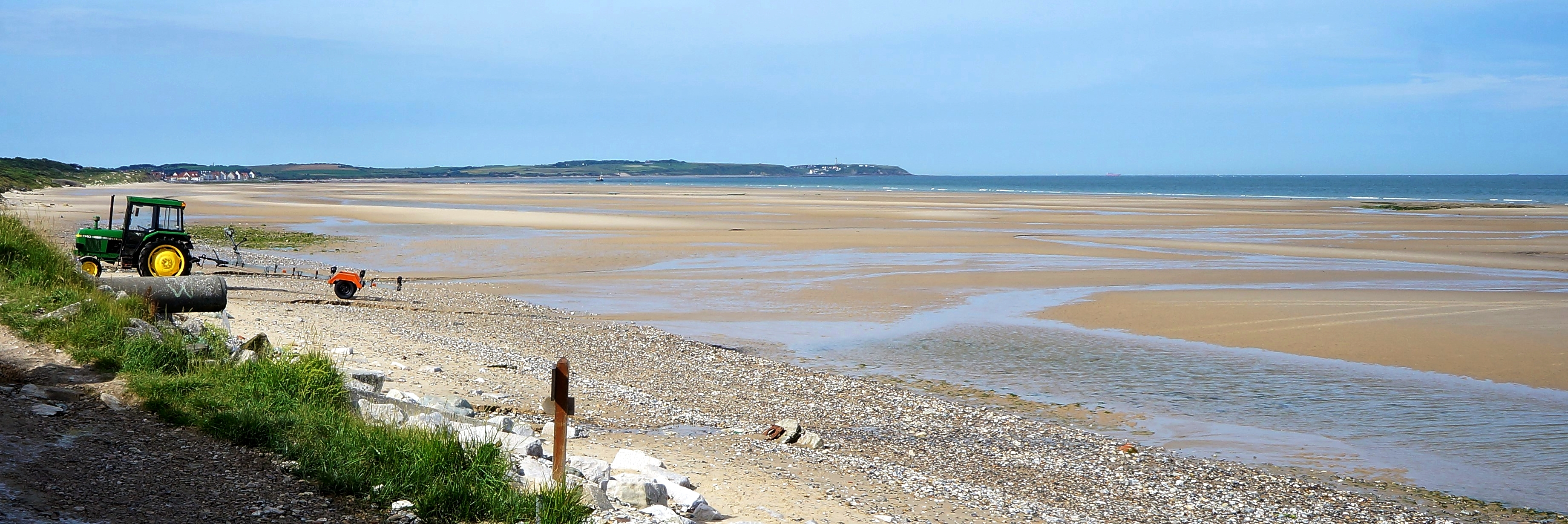
PNM des estuaires picards et de la mer d'Opale

Dans ce cadre, la commune fait partie de trois espaces protégés : 
- le parc naturel régional des Caps et Marais d'Opale naît en 2000 du regroupement des parcs du Boulonnais et de l'Audomarois. Tardinghen fait partie des 154 communes constitutives de ce vaste territoire (130 000 hectares), réservoir  de biodiversité et de paysages régionaux. Plusieurs étapes ont jalonné la mise en place du parc, avant le renouvellement de la charte du parc (2013-2025)[24],[25]. En 1978, l’association Espace naturel régional[26] est chargée d’étudier la possibilité  d’un nouveau PNR. En 1986, Tardinghen fait partie du PNR du Nord-Pas-de-Calais[27],[28] et à ce titre au cœur des paysages protégés au sens de l'UICN.

Tardinghen fait donc partie du long linéaire côtier de ce parc (50 km) qui joue un rôle déterminant en matière de préservation des paysages et des milieux naturels diversifiés régionaux. La commune détient un estran riche de dépôts tourbeux anciens, une plage de sable fin, un massif dunaire (dunes blanche et grise), un petit estuaire, un marais arrière littoral (vaste roselière et étangs) et des milieux collinaires (landes, pelouses calcicoles et bocage) soit une grande variété d’habitats. La commune fait ainsi partie des cœurs de biodiversité (dunes et estran sableux) et du complexe des zones humides à préserver et mieux connaître dans le territoire du PNR et s'inscrit bien sûr dans le cadre de la trame écologique régionale. Elle est ainsi sur le parcours d'une importante voie de migration des oiseaux et de plusieurs corridors écologiques terrestres.
- le cap Gris-Nez, d’une superficie de 163,044 hectares. Terrain acquis par le Conservatoire du Littoral[30].
- la baie De Wissant, terrain acquis par le Conservatoire du littoral , d'une superficie de 123,59 hectares[31].

#### Zones naturelles d'intérêt écologique, faunistique et floristique
L’inventaire des zones naturelles d'intérêt écologique, faunistique et floristique (ZNIEFF) a pour objectif de réaliser une couverture des zones les plus intéressantes sur le plan écologique, essentiellement dans la perspective d’améliorer la connaissance du patrimoine naturel national et de fournir aux différents décideurs un outil d’aide à la prise en compte de l’environnement dans l’aménagement du territoire.
Le territoire communal comprend deux ZNIEFF de type 1 : 
- le bois et friches calcaires entre Audresselles, Bazinghen et Wissant, d’une superficie de 726 hectares et d'une altitude variant de 15  à   118 mètres. Site constitué d’habitats non exploités (ourlets, végétations marnicoles plus ou moins hygrophiles, friches calcicoles…) ainsi que de boqueteaux de feuillus, battus par les vents venant de la mer[32] ;
- le dunes du Chatelet et marais de Tardinghen, d’une superficie de 752 hectares et d'une altitude variant de 0  à   43 mètres. Ce site se distingue par la présence de sables dunaires fossiles plus anciens plaqués sur les argiles, les sables et les marnes de la falaise fossile de la Motte du Bourg[33].

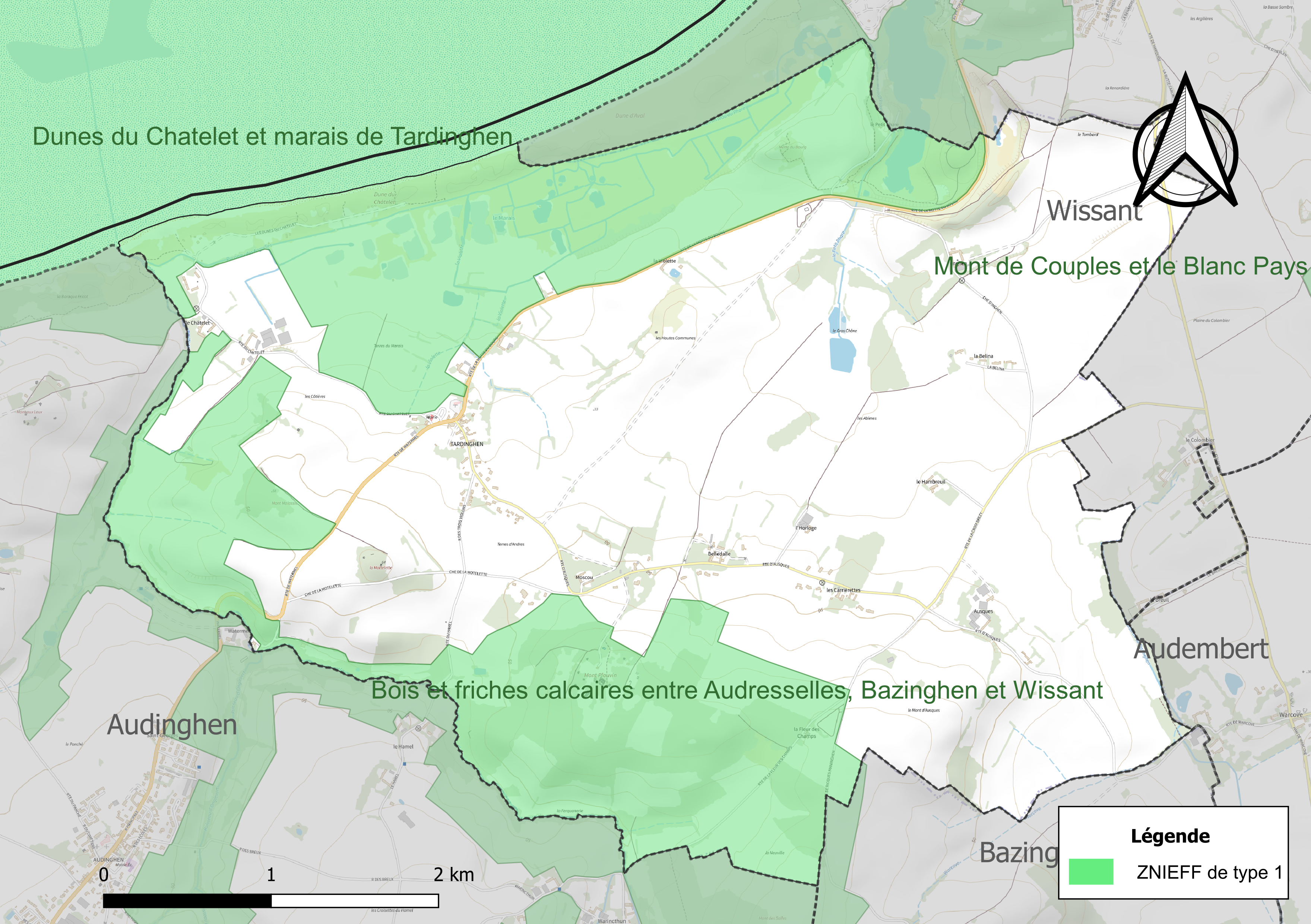
Carte des ZNIEFF sur la commune.

#### Site Natura 2000
Le réseau Natura 2000 est un réseau écologique européen de sites naturels d’intérêt écologique élaboré à partir des directives « habitats » et « oiseaux ». Ce réseau est constitué de zones spéciales de conservation (ZSC) et de zones de protection spéciale (ZPS). Dans les zones de ce réseau, les États membres s'engagent à maintenir dans un état de conservation favorable les types d'habitats et d'espèces concernés, par le biais de mesures réglementaires, administratives ou contractuelles.
Sur la commune, un site Natura 2000 de type B est défini en site d'importance communautaire (SIC) : les falaises du Cran aux Œufs et du cap Gris-Nez, dunes du Chatelet, marais de Tardinghen et dunes de Wissant, d’une superficie de 1 059 hectares dont 79 % de superficie marine, et d'une altitude variant de 0  à   55 mètres.

## Urbanisme

### Typologie
Au 1er janvier 2024, Tardinghen est catégorisée commune rurale à habitat très dispersé, selon la nouvelle grille communale de densité à sept niveaux définie par l'Insee en 2022.
Elle est située hors unité urbaine et hors attraction des villes,.
La commune, bordée par la Manche, est également une commune littorale au sens de la loi du 3 janvier 1986, dite loi littoral. Des dispositions spécifiques d’urbanisme s’y appliquent dès lors afin de préserver les espaces naturels, les sites, les paysages et l’équilibre écologique du littoral, tel le principe d'inconstructibilité, en dehors des espaces urbanisés, sur la bande littorale des 100 mètres, ou plus si le plan local d’urbanisme le prévoit.

### Occupation des sols
L'occupation des sols de la commune, telle qu'elle ressort de la base de données européenne d’occupation biophysique des sols Corine Land Cover (CLC), est marquée par l'importance des territoires agricoles (84 % en 2018), une proportion sensiblement équivalente à celle de 1990 (83,8 %). La répartition détaillée en 2018 est la suivante : 
terres arables (59 %), prairies (23,6 %), milieux à végétation arbustive et/ou herbacée (8,2 %), forêts (5,2 %), espaces ouverts, sans ou avec peu de végétation (2 %), zones agricoles hétérogènes (1,4 %), zones humides côtières (0,7 %). L'évolution de l’occupation des sols de la commune et de ses infrastructures peut être observée sur les différentes représentations cartographiques du territoire : la carte de Cassini (XVIIIe siècle), la carte d'état-major (1820-1866) et les cartes ou photos aériennes de l'IGN pour la période actuelle (1950 à aujourd'hui).

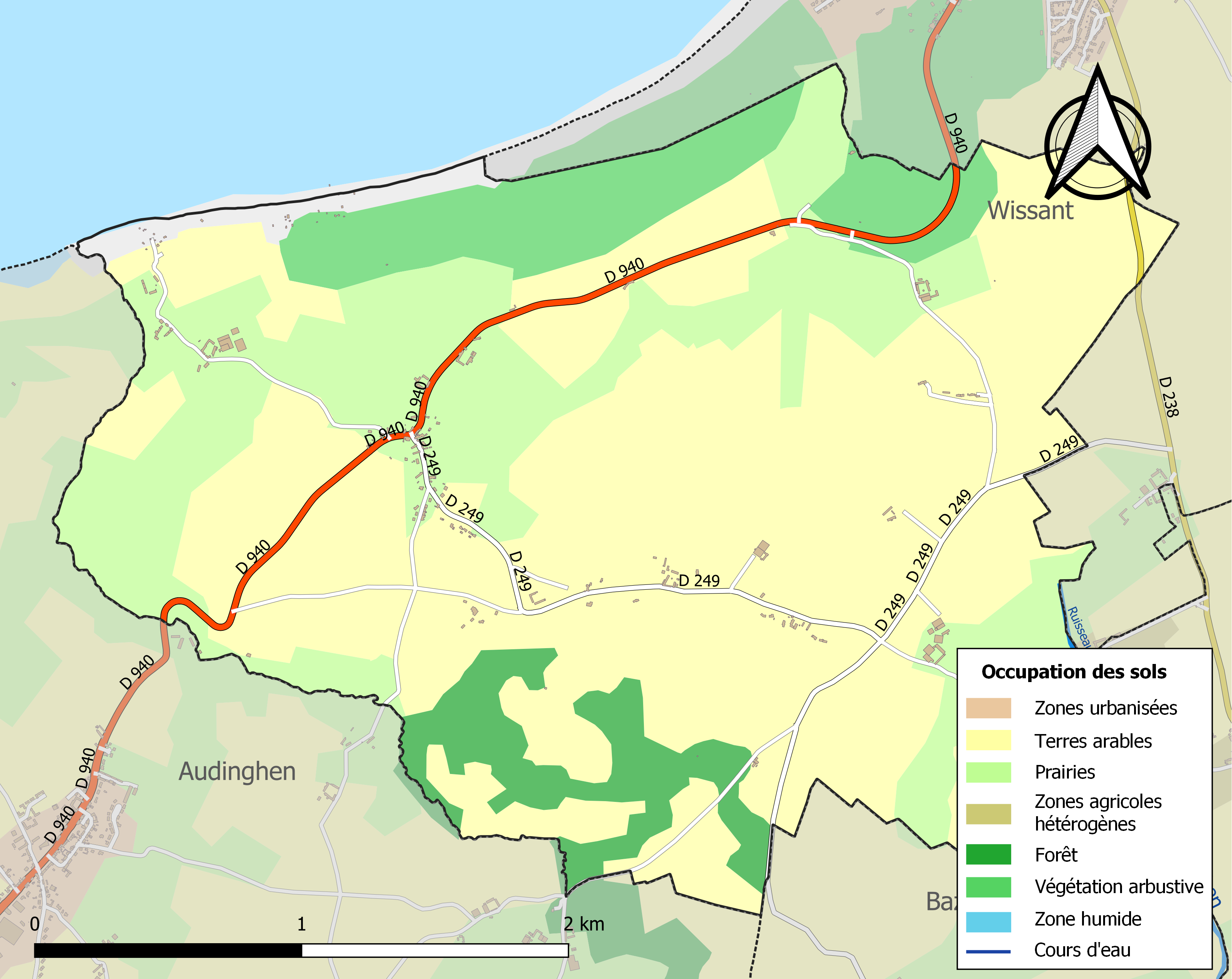
Carte des infrastructures et de l'occupation des sols de la commune en 2018 (CLC).

#### Logement
En 2009, le nombre total de logements dans la commune était de 115 contre 106 en 1999. 60,8 % correspondaient à des résidences principales, 37,3 % des résidences secondaires et 1,9 % des logements vacants.
La proportion des résidences principales (propriétés de leurs occupants) était de 76,6 %, en hausse sensible par rapport à 1999 (65,3 %).

#### Voies de communications et transports
Tardinghen est accessible par deux routes départementales : la route de la Motte au Bourg (D 940) et la route d’Ausques (D 249).
Le territoire de la commune est soustrait aux perturbations de l’autoroute A16.
L’important réseau des chemins vicinaux permet le développement de la randonnée.

### Risques naturels et technologiques

#### Recul du trait de côte
Avec Ambleteuse, Audinghen et Wissant, communes de la communauté de communes de la Terre des Deux Caps, la commune intègre, en 2024, la liste des communes vulnérables au recul du trait de côte. Elle figure dans le projet de décret modifiant le décret n° 2022-750 du 29 avril 2022 établissant la liste des communes dont l’action en matière d’urbanisme et la politique d’aménagement doivent être adaptées aux phénomènes hydrosédimentaires entraînant l’érosion du littoral,,.

## Toponymie
Le nom du village est attesté sous les formes Terdingehem en 1070,, Terdingahem ou Terdinghehem, plusieurs fois mentionnés dès l'an 1084, dans les chartes de l’abbaye d'Andres, Terdengehem au XIIe siècle, Terdhinghem en 1218.
Il s'agit d'un type toponymique germanique composé des éléments Tard- ou Dardus avec le suffixe -inga et l'appellatif -hem suffixé. La signification globale en serait « demeure de la famille de Tardo» (-inga = « les Gens » ; -hem « maison, foyer », Tard- ou Dardus : nom de personne). Ce type de composé -inga & hem est caractéristique  et extrêmement répandu dans les Flandres, soit avec la graphie originale -inghem comme Matringhem, Honninghem, etc., soit avec une graphie partiellement ou totalement francisée -inghen, -enghien comme Audinghen, Leubringhen, Hervelinghen, Bazinghen, Leulinghen (pour ne citer que des communes avoisinantes).
Les habitants sont appelés les Tardinghenois.

## Histoire

### Préhistoire
Le Boulonnais a fait l'objet de nombreuses recherches paléolithiques dès la seconde moitié du XIXe siècle : des silex taillés sont signalés en 1864 sur la plage de Châtillon (Sud de Boulogne-sur-Mer) et en 1865, des fossiles sur la plage de Sangatte. Des rognons de silex du Pléistocène moyen, sommairement taillés, sont découverts à la Pointe-aux-oies (Wimereux). Cette séquence a été comparée à celle de la carrière du Fart à Wissant où ont été trouvés des ossements d'éléphants archaïques et d'une forme ancienne d'hippopotame.
Il y a quelque 500 000 ans, des êtres humains occupent ce territoire alors que la Terre subit des périodes de glaciations (Quaternaire). Le Nord de l'Europe (y compris les îles britanniques) est recouvert d’une calotte glaciaire et la mer du Nord et la Manche, émergées, sont couvertes d’une steppe toundra.
La baie de Wissant, au cœur du pas de Calais a toujours été un site d’accueil des populations (voir Histoire du site).

#### Néolithique
Les populations néolithiques sont présentes sur la côte des Deux Caps.
Au sommet du Mont d’Hubert (Blanc Nez), un imposant fossé du Néolithique moyen sans aucun bâtiment néolithique identifié atteste cette présence. Le mobilier archéologique y est abondant (céramiques, faune dont plusieurs milliers de litres de coquillages marins et restes humains).
La proximité des rivages du Sud de l’Angleterre invite les archéologues à s’interroger sur d’éventuels contacts entre les groupes humains de part et d’autre du détroit, alors que le mode de vie néolithique s’implante de manière pérenne sur le territoire anglais. Des pirogues fluviales du Néolithique sont connues dès le IVe millénaire avant notre ère. En revanche, les preuves d’une navigation maritime pour ces périodes si anciennes, en Europe, restaient à découvrir. Il y a 3 500 ans, les sociétés littorales de la Manche et de la mer du Nord vivaient de manière très similaire : les fouilles archéologiques de l’espace transmanche le démontrent. La mer, lieu de passage entre les deux rives, est une idée confortée par la découverte en 1992 d’un des plus vieux bateaux maritimes à Douvres. Les techniques de fabrication montrent la spécialisation de charpentiers de marine, des bronziers et orfèvres.

### Période celtique et gallo-romaine
Depuis très longtemps, des trouvailles archéologiques et paléontologiques ont lieu sur l’estran. Cependant, beaucoup se sont pas signalées aux autorités compétentes et une part de l’histoire du site se perd ainsi. De nombreux ossements d’animaux, essentiellement domestiques, des fragments de tuiles gallo-romaines à rebord, divers morceaux de céramiques, des fibules et deux petits bustes en bronze gallo-romains sont par exemple connus.
L’occupation du littoral est clairement attestée à l’âge du fer puis à la période gallo-romaine. À Wissant, le site gaulois de la Motte au Vent a livré quelques fragments de céramique gallo-romaine et surtout un abondant matériel celte (âge du fer). L’habitat gallo-romain du marais de Tardinghen est abandonné à la fin du IIe siècle apr. J.-C. (aucune monnaie du IIIe siècle n’y a été trouvé).

#### Un navire gallo-romain dans la baie de Wissant
En 1997 (redécouvert en 2005), la découverte d'éléments d'un navire gallo-romain dans la baie de Wissant à Tardinghen - Le Châtelet est exceptionnelle pour la région maritime. La datation des éléments de chêne donne entre le Ier siècle av. J.-C. et le IIIe siècle ap. J.-C.. À l’exception de l’épave d’un chaland fluvial découverte en 1808 près d’Abbeville (Somme) et datée de l’époque gallo-romaine, les vestiges de Tardinghen sont les seuls à appartenir à une épave antique régionale d’architecture maritime.
On ne connaît que trois autres épaves de navires de mer dont la datation est comprise entre le Ier et le IVe s. ap. J.-C., ce sont les épaves de Guernesey, de Blackfriars I, et de County Hall dans la région élargie. La fourchette chronologique permet de classer les éléments du bateau de la plage de Tardinghen parmi les rares épaves de bâtiments de mer d’époque gallo-romaine connues en Europe septentrionale. La proximité du port antique de Boulogne-sur-Mer et la présence de la flotte de Bretagne (Classis Britannica) dans le pas de Calais placent cette épave dans un contexte archéologique plus large (deux voies romaines aboutissent à Wissant).
Selon le code du Patrimoine (livre V, art. L. 532-1 et 2), au titre de bien maritime, les vestiges de l’épave de Tardinghen appartiennent à l’État. Le bateau fait partie des collections du château-musée de Boulogne-sur-Mer.

### Période médiévale
Une petite église médiévale, Saint-Martin de Tardinghen, est édifiée au sommet du village.
Au XIVe siècle et au XVe siècle, la seigneurie de Tardinghen appartenait à une branche cadette de la famille de Bournonville.

### Époque contemporaine

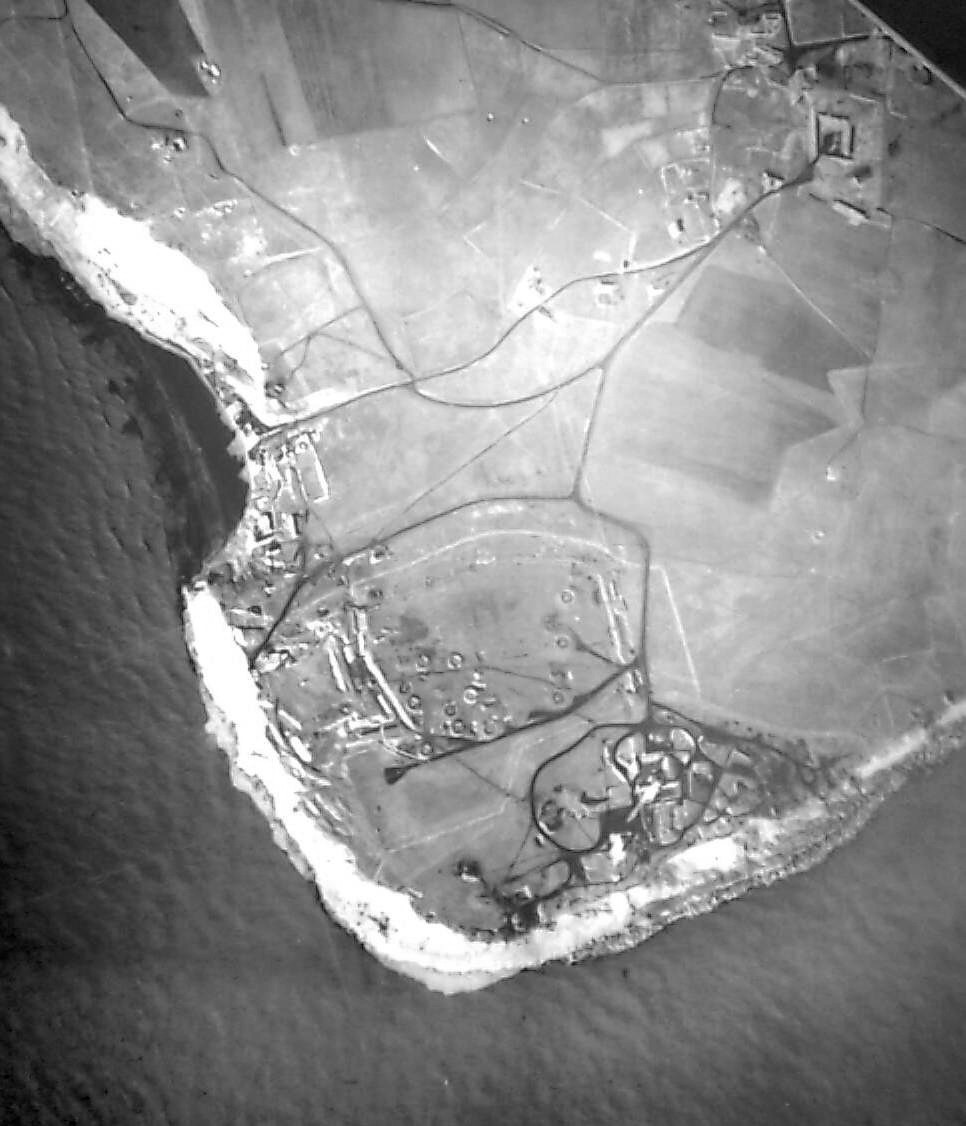
Photographie aérienne du Commandement anglais
(Cap Gris Nez before opération Undergo 26 sept 1944).

Les Deux Caps conservent les séquelles des conflits des deux guerres mondiales.
La commune fait partie de la zone de défense du Mur de l'Atlantique (cf. blockhaus) mais contrairement au village voisin d'Audinghen, Tardinghen n'a pas subi de dégradations importantes lors de la Seconde Guerre mondiale.

## Politique et administration

### Découpage territorial
La commune se trouve dans l'arrondissement de Boulogne-sur-Mer du département du Pas-de-Calais.

#### Commune et intercommunalités
La commune est membre de la communauté de communes de la Terre des Deux Caps.

#### Circonscriptions administratives
La commune est rattachée au canton de Desvres.

#### Circonscriptions électorales
Pour l'élection des députés, la commune fait partie de la sixième circonscription du Pas-de-Calais.

### Élections municipales et communautaires

#### Administration municipale
En raison du nombre d'habitants compris entre 100 et 499, le nombre de membres du conseil municipal est de onze.

#### Liste des maires
| Période                                  | Période                    | Identité       | Étiquette | Qualité                                                                    |
| ---------------------------------------- | -------------------------- | -------------- | --------- | -------------------------------------------------------------------------- |
| Les données manquantes sont à compléter. |                            |                |           |                                                                            |
| 1971                                     | 2008                       | Paul Cousin    | SE        | cultivateur                                                                |
| mars 2008                                | En cours (au 7 avril 2022) | Thibaut Segard | SE        | Commerçant Réélu pour le mandat 2014-2020, Réélu pour le mandat 2020-2026, |

## Population et société

### Démographie

#### Évolution démographique
L'évolution du nombre d'habitants est connue à travers les recensements de la population effectués dans la commune depuis 1793. Pour les communes de moins de 10 000 habitants, une enquête de recensement portant sur toute la population est réalisée tous les cinq ans, les populations de référence des années intermédiaires étant quant à elles estimées par interpolation ou extrapolation. Pour la commune, le premier recensement exhaustif entrant dans le cadre du nouveau dispositif a été réalisé en 2006.

En 2022, la commune comptait 150 habitants, en stagnation par rapport à 2016 (Pas-de-Calais : −0,72 %, France hors Mayotte : +2,11 %).
| 1793 | 1800 | 1806 | 1821 | 1831 | 1836 | 1841 | 1846 | 1851 |
| ---- | ---- | ---- | ---- | ---- | ---- | ---- | ---- | ---- |
| 211  | 145  | 180  | 232  | 234  | 240  | 214  | 211  | 222  |

| 1856 | 1861 | 1866 | 1872 | 1876 | 1881 | 1886 | 1891 | 1896 |
| ---- | ---- | ---- | ---- | ---- | ---- | ---- | ---- | ---- |
| 224  | 198  | 196  | 199  | 219  | 195  | 229  | 222  | 209  |

| 1901 | 1906 | 1911 | 1921 | 1926 | 1931 | 1936 | 1946 | 1954 |
| ---- | ---- | ---- | ---- | ---- | ---- | ---- | ---- | ---- |
| 217  | 207  | 210  | 213  | 201  | 224  | 183  | 173  | 179  |

| 1962 | 1968 | 1975 | 1982 | 1990 | 1999 | 2006 | 2011 | 2016 |
| ---- | ---- | ---- | ---- | ---- | ---- | ---- | ---- | ---- |
| 156  | 145  | 133  | 127  | 117  | 127  | 163  | 148  | 150  |

| 2021 | 2022 | - | - | - | - | - | - | - |
| ---- | ---- | - | - | - | - | - | - | - |
| 150  | 150  | - | - | - | - | - | - | - |

#### Pyramide des âges
En 2018, le taux de personnes d'un âge inférieur à 30 ans s'élève à 25,3 %, soit en dessous de la moyenne départementale (36,7 %). À l'inverse, le taux de personnes d'âge supérieur à 60 ans est de 37,3 % la même année, alors qu'il est de 24,9 % au niveau départemental.
En 2018, la commune comptait 79 hommes pour 73 femmes, soit un taux de 51,97 % d'hommes, largement supérieur au taux départemental (48,50 %).
Les pyramides des âges de la commune et du département s'établissent comme suit.
| Hommes | Classe d’âge | Femmes |
| ------ | ------------ | ------ |
| 3,8    | 90 ou +      | 1,4    |
| 3,8    | 75-89 ans    | 9,7    |
| 28,2   | 60-74 ans    | 27,8   |
| 25,6   | 45-59 ans    | 26,4   |
| 10,3   | 30-44 ans    | 12,5   |
| 9,0    | 15-29 ans    | 6,9    |
| 19,2   | 0-14 ans     | 15,3   |

| Hommes | Classe d’âge | Femmes |
| ------ | ------------ | ------ |
| 0,5    | 90 ou +      | 1,6    |
| 5,6    | 75-89 ans    | 8,9    |
| 16,7   | 60-74 ans    | 18,1   |
| 20,2   | 45-59 ans    | 19,2   |
| 18,9   | 30-44 ans    | 18,1   |
| 18,2   | 15-29 ans    | 16,2   |
| 19,9   | 0-14 ans     | 17,9   |

### Enseignement
En raison du petit effectif de population, la commune de Tardinghen qui dépend de l'académie de Lille, ne dispose ni d'école maternelle ni d'école élémentaire communales.

### Manifestations culturelles et festivités
La baie de Wissant accueille en fin d'été, la fête du Flobart.

### Sports et loisirs

#### Pistes cyclables
La piste cyclable « La Vélomaritime », partie côtière française de la « Véloroute de l’Europe - EuroVelo 4 », qui relie Roscoff en France à Kiev en Ukraine sur 5 100 km, traverse la commune, en venant d'Audinghen pour desservir Wissant,.

#### Sentier pédestre
Le sentier de grande randonnée GR 120 ou GR littoral (partie du sentier européen E9 allant du Portugal à l'Estonie), appelé aussi sentier des douaniers, traverse la commune en longeant la côte.

### Cultes
Les Tardinghenois disposent d'un lieu de culte catholique : l'église Saint-Martin, l'un des sept clochers de la paroisse Notre-Dame-des-Flots (Ambleteuse, Audembert, Audinghen, Audresselles, Hervelinghen, Wissant et Tardinghen) au sein du doyenné du Boulonnais (Boulogne-sur-Mer) du diocèse d'Arras.

## Économie

### Emploi, revenus et fiscalité
En 2009, la population âgée de 15 à 64 ans s'élevait à 109 personnes parmi lesquelles 71 % d'actifs dont 65 % ayant un emploi et 6 % de chômeurs.
La zone d'emploi comptait 27 emplois contre 22 en 1999 et 73 actifs y avaient un emploi résidant selon l'indicateur de concentration d'emploi qui est de 36,7 %, ce qui signifie que le secteur offrait seulement un emploi pour trois habitants actifs.
En 2010, le revenu fiscal médian par ménage était de 37 674 €, ce qui plaçait Tardinghen au 4 014e rang parmi les 31 525 communes de plus de 39 ménages en métropole.

### Entreprises et commerces
Au 31 décembre 2010, Tardinghen comptait 24 établissements : dix dans l’agriculture-sylviculture-pêche, un dans l'industrie, aucun dans la construction, douze dans le commerce-transports-services divers et un relatif au secteur administratif.
En 2011, quatre entreprises ont été créées à Tardinghen dont une brasserie produisant plusieurs types de bière

### Agriculture
Le territoire est essentiellement bocager.
L'agriculture est l'activité principale de la commune ; les exploitations sont polyvalentes (élevage, culture et accueil touristique). Une ferme développe une brasserie, une autre un élevage de Prim'holstein champion au Concours général agricole de 2013 (Salon International de l'Agriculture à Paris). La part de l'agriculture est de 41,7 %.

### Tourisme
Le tourisme balnéaire et de randonnée régional est traditionnel dans la baie de Wissant auquel s'y ajoute l'observation ornithologique (seawatching). La labellisation du Grand site des deux caps a pour effet une augmentation de fréquentation de ces paysages. La baie de Wissant permet les sports nautiques comme le surf, le kitesurf et la planche à voile et la baie est considérée comme un excellent spot de kitesurf et de surf pour l'Europe du Nord. La baie est également le théâtre de traversées de la Manche à la nage.
Au titre de la diversification des activités agricoles préconisée par le ministère de l'Agriculture pour pérenniser les petites exploitations, une ferme a ouvert un terrain de swin golf (golf familial) et un accueil des camping cars.

## Culture locale et patrimoine

### Lieux et monuments

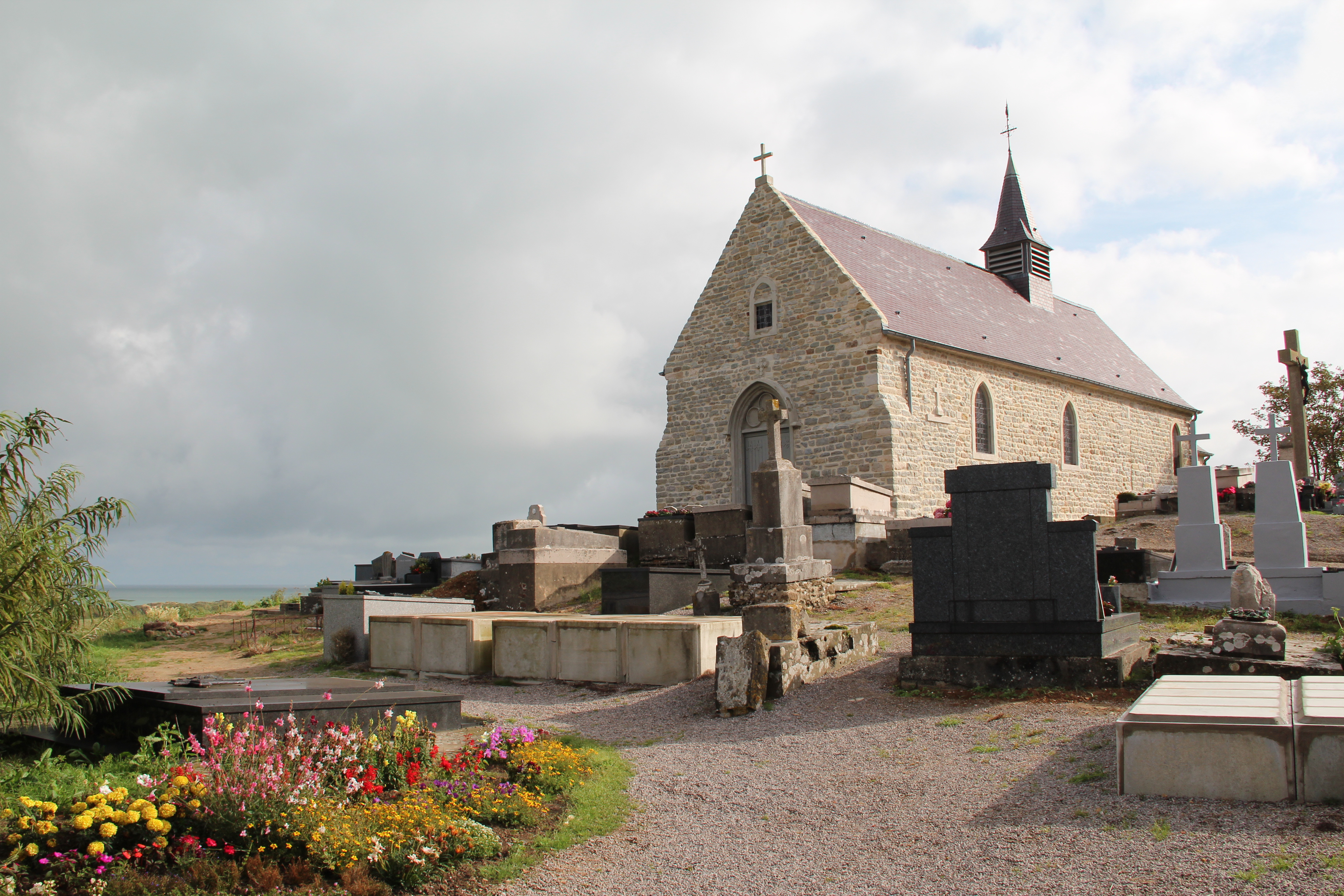
L'église Saint-Martin.

- l'église Saint-Martin : une cloche en bronze, datée de 1605 et classée au titre objet à l'inventaire des monuments historiques depuis le 1er février 1911[75] et un tableau restauré du XVIIIe siècle ;
- les milieux naturels : falaises, dunes, marais, etc. ;
- la plage du Châtelet entre Wissant et Audinghen[73] ;

La commune ne détient ni monument répertorié à l'inventaire des monuments historiques ni lieu ou monument répertorié à l'inventaire général du patrimoine culturel.

### Personnalités liées à la commune
- Léon Géneau de Lamarlière (1865-1903), botaniste français.
- Maurice Boitel (1919-2007) a réalisé des peintures du village dans les années 1970[réf. nécessaire].

### Héraldique
| Blason de Tardinghen | Blason  | Parti : au 1er d’azur au chevron d’or accompagné de trois coquilles du même, au 2d d’argent aux deux fasces de gueules. |
| Blason de Tardinghen | Détails | Les armes de la commune de Tardinghen montrent dans un parti, à dextre, celles de la famille du Campe (ou Du Camp, Le Camp...) et à senestre celles des Le Porcq. Ces deux familles ont donné, aux XVIe, XVIIe et XVIIIe siècles, des seigneurs du lieu ; les premiers pour la seigneurie de Tardinghen, les seconds pour celle d'Ighen, fief secondaire du lieu. Le statut officiel du blason reste à déterminer. |

## Pour approfondir